# 道路交通情報通信システム

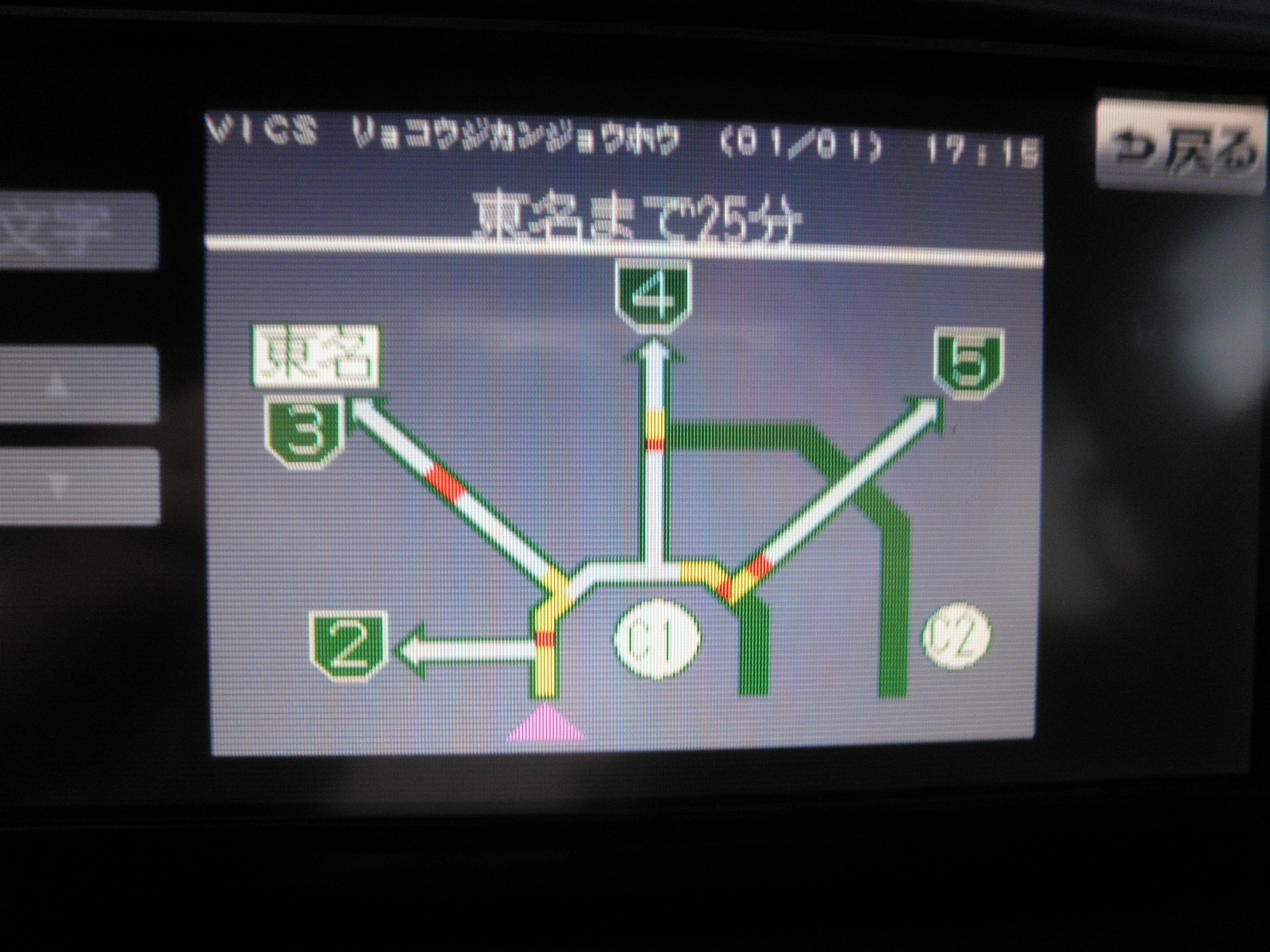
首都高速道路でのVICS旅行時間情報受信画面

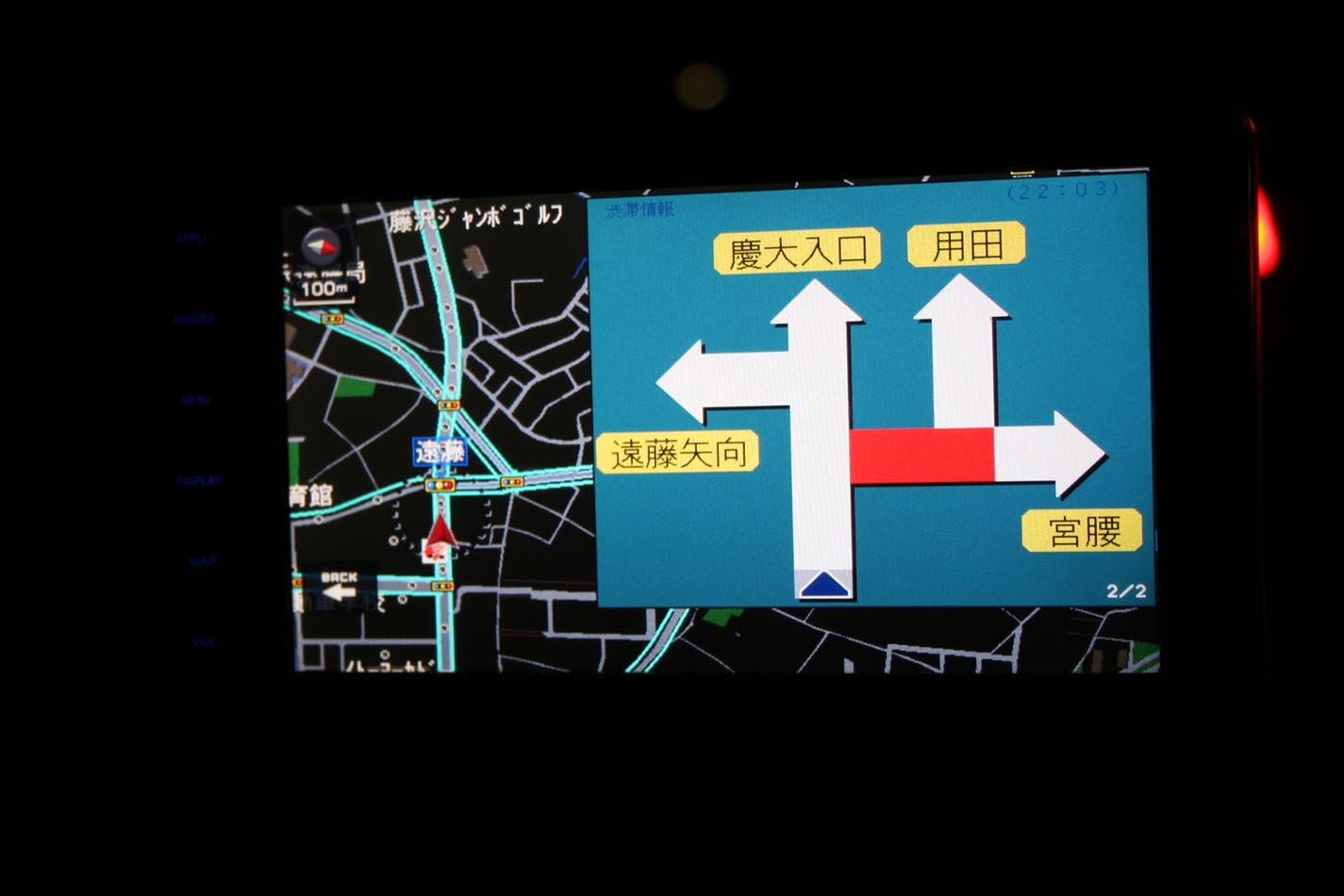
一般道路でのVICS渋滞情報受信画面

道路交通情報通信システム（どうろこうつうじょうほうつうしんシステム、英語: Vehicle Information and Communication System、略称: VICS、ビックス）は、日本の一般財団法人道路交通情報通信システムセンター（略称・VICSセンター）が収集、処理、編集した道路交通情報を通信・放送メディアによって送信し、カーナビゲーション（以下、カーナビ）などの車載装置に文字や図形（地図など）として表示させる国内向けのシステムであり、道路上に設置した情報発信装置（ビーコン）やFM多重放送などにより、交通情報を提供するものである。高度道路交通システム（ITS）の一翼を担っている。
VICSによって提供される情報としては、渋滞情報、所要時間、事故・故障車・工事情報、速度規制・車線規制情報、駐車場の位置、駐車場・サービスエリア・パーキングエリアの満車・空車情報などがある。これらの情報は日本道路交通情報センター(JARTIC)が都道府県警察、道路管理者から収集したものである。走行中に光ビーコンや電波ビーコンから情報を受信すると、カーナビ画面に渋滞、工事、主要地点までの所要時間といった道路情報を示した簡易地図や、交通安全喚起メッセージがポップアップする。

## VICSの種類

### 概要および種別
VICSにおける情報通信はFM放送電波（FM多重放送）、路側設置の光ビーコン、5.8 GHz帯DSRC（ITSスポット、ETC2.0）の3種類の通信・放送メディアによって行われ、情報提示はVICS/VICS WIDE対応カーナビ等の画面や音声によって行われる 。かつては2.4 GHz帯電波ビーコンも使用されていたが、2022年3月末で終了した。
これらの情報を取得してカーナビで利用するためには、VICS/VICS WIDE対応カーナビを使用する必要があるほか、電波ビーコン（廃止）・光ビーコンの提供情報を受信するにはそれぞれの対応ビーコン機器を、DSRCを受信するにはETC2.0車載器（DSRC車載器）をそれぞれ車載しカーナビに接続する必要がある。

### 電波ビーコン

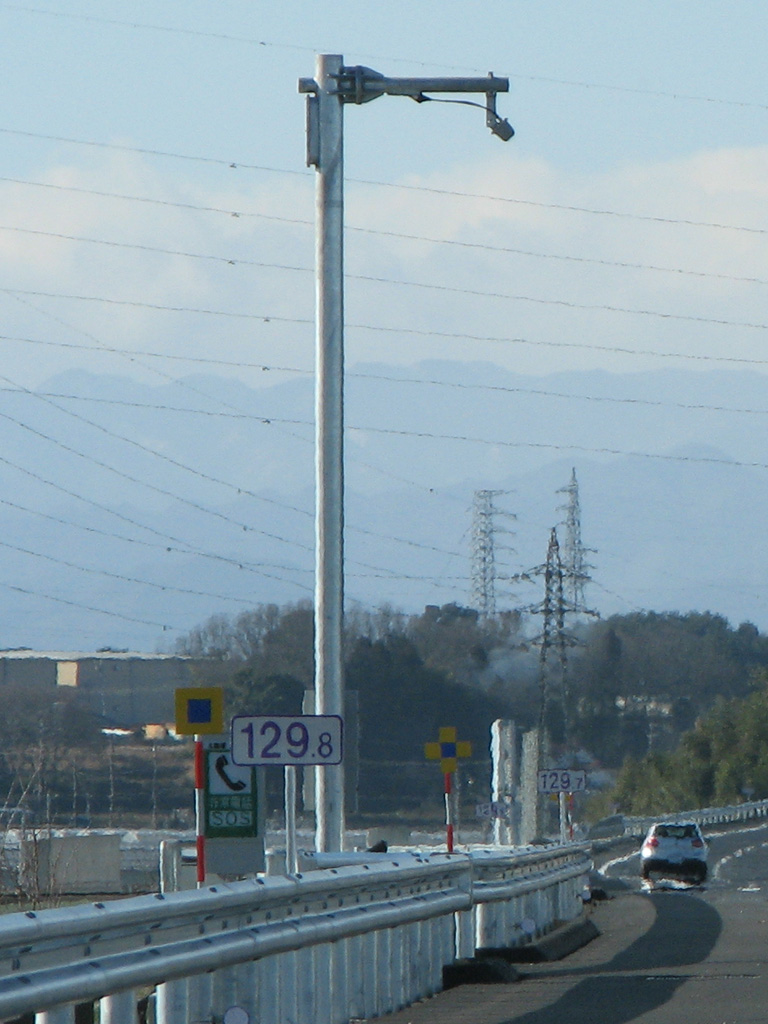
高速道路脇に設置されている電波ビーコン

電波ビーコンは高速道路や都市高速を中心に、道路脇に設置されている。2.4GHz帯（廃止）と5.8GHz帯DSRCの2種類あり、後者はITSスポットとも呼ばれる。車載器（受信機）は電波ビーコン2.4 GHz用とITSスポット用で互換性がなく、前者は主にビーコンユニットの中にセットされているが、後者はETC2.0車載器を利用する。

#### ITSスポット（5.8GHz帯DSRC）
2010年（平成22年）後半ごろから、ITSスポット用DSRC路側機（マイクロ波：5.8 GHz帯、占有周波数帯幅：4.4 MHz）が整備され、情報提供が行われている。これは狭域通信用基地局である。ITSスポットは全国の高速道路・有料道路と一部の幹線一般道に整備されており、2017年（平成29年）4月現在で約1,700基設置されている。
旧来の2.4 GHz帯電波ビーコンと比較して情報提供量が非常に多く（近距離と広域の簡易図形で最大4枚。従来は近距離１枚）、より広範囲な進行方向に最大約1,000キロメートル (km) までの高速道路の情報やインターチェンジ付近の接続道路、平行する一般道路情報、沿道ライブカメラの映像などが提供され、広域情報による渋滞回避を支援するほか、ドライブ中のヒヤリを減らすため事前に落下部や渋滞などの注意喚起情報の提供を行う。
VICSとしては初めて音声案内が可能となり、またビーコン直下でなくても道路上の任意の箇所で案内を行うことで精度の高い情報提供が可能となっている（従来の電波ビーコンではビーコン直下でしか案内できなかった）。
ITSスポットを使ったサービスをETC2.0と呼び、ETC2.0車載器（旧称・DSRC車載器）により電波を受信する。カーナビゲーションと連動しない発話専用ETC2.0車載器では音声情報のみ提供する。DSRC車載器にはETC機能が内蔵されており、ETC車載器としても利用可能。当初は、セットアップ時にはDSRCのセットアップとETCのセットアップを個別に行わなければならず、1台の車載器に対しセットアップ手数料が二重にかかっていたが、2015年時点ではETC2.0車載器のセットアップを行うと、DSRC部のセットアップと同時にETCのセットアップも行われる。

#### 電波ビーコン（廃止、2.4GHz）
電波ビーコン（2.4 GHz）は高速道路や都市高速を中心に、道路脇に設置されている（準マイクロ波：2499.7 MHz、占有周波数帯幅：85 kHz）。概ね200 km程度前方までの高速道路の情報を提供していた。都市部では並行する一般道路の情報も提供する場合もあった。
2017年4月現在、ビーコン数は全国で2,869基。電波法令上は水防道路用特別業務の局である。老朽化からビーコン数は減少、2022年3月31日に情報提供を停止し、その後はITSスポットからの提供に一本化された。

### 光ビーコン

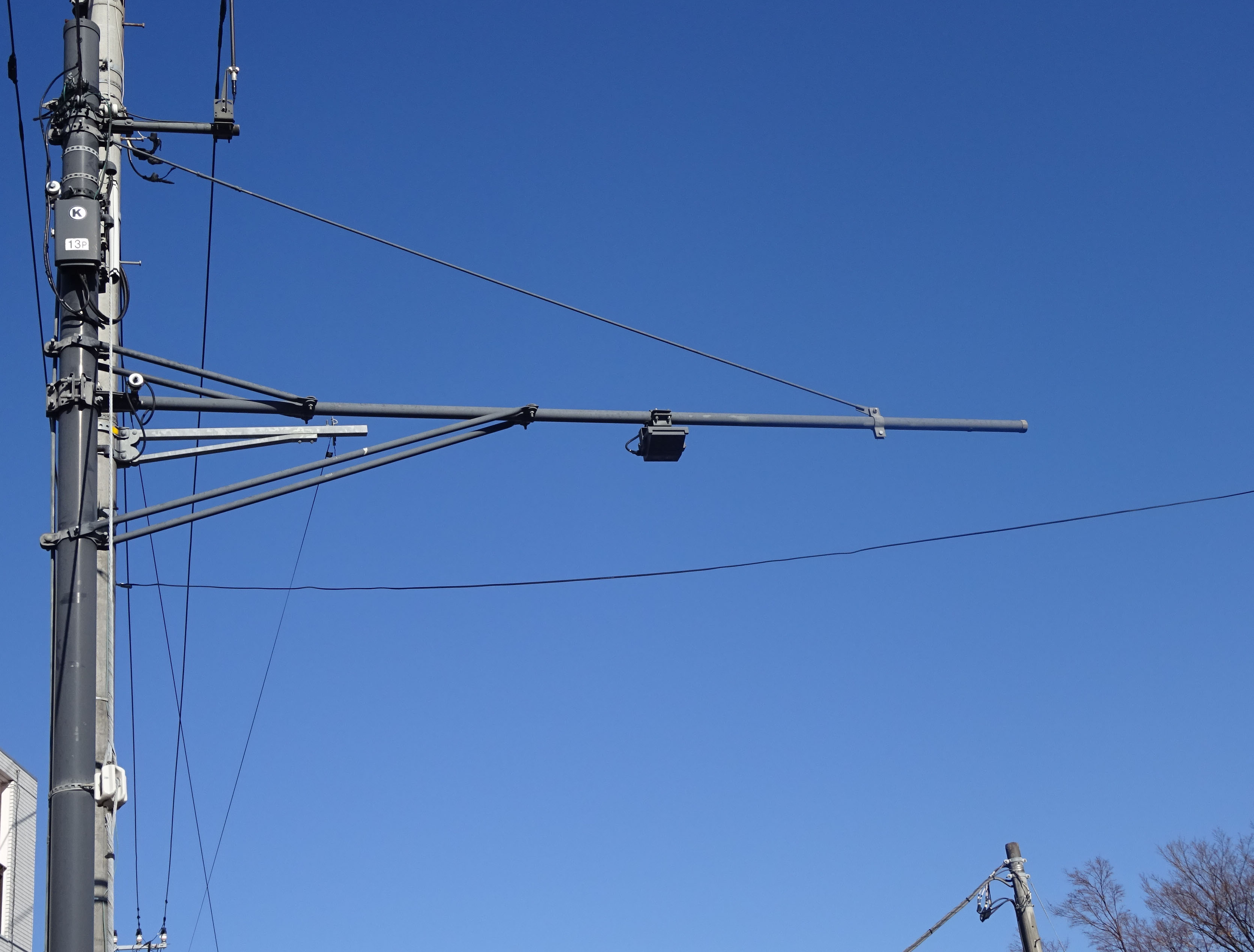
光ビーコン

光ビーコン（光学式車両感知器）は都市部やその周辺の主要な一般道路を中心に、道路上に設置されている。赤外線による通信で車速70 km/h以下に対応する。前方30 km程度先までの一般道の情報を、都市部では加えて周辺の高速道路の情報も提供する。2017年3月現在、ビーコン数は全国で約35,000箇所（約56,000基）。
光ビーコンはVICS情報を提供するだけでなく、VICSの渋滞情報を集める役割ももつ。車両感知器としての光ビーコンは単純に渋滞の有無を検知するだけでなく、個々の車両に搭載されている光ビーコンユニットが持つID番号を受信する。受信したID番号はVICSセンターに集約され、あるID番号の一定区間における実際の通過所要時間を計算し、プローブ情報としてより正確な渋滞情報として活用される。また光ビーコンは安全運転支援システム（DSSS）や信号情報活用運転支援システム（TSPS）にも使用されている。
なお、車載ビーコンユニットが持つIDは、エンジンを掛ける都度、つまり、ビーコンユニットの電源が入る度にランダムでIDが生成されるので、自動車が持つナンバープレートとは違い、IDのみで特定車両を追跡するのは極めて難しい。

### FM多重放送
各地のNHK-FM放送の放送波に多重化して、都道府県単位の広域情報を文字多重放送で提供している。2008年4月現在、放送局数は基幹局53局、中継局465局。
- NHK-FMは月に2回、日曜深夜から月曜未明にかけて、機械の保守・点検のために放送を停止する。
- NHK-FMのFM文字多重放送は2007年3月で終了したが、VICSに関しては今後も継続する。

また、2015年4月より従来サービスを拡張・強化したVICS WIDEサービスが開始された。伝送容量を2倍にすることで新たに以下のサービスが追加された。
- 一般道のリンク旅行時間の提供による最適なルート検索
- タクシー車両などから得られるプローブ情報への対応（2017年現在は東京地区のみ対応）
- すべての気象情報や災害情報、特別警報（地震を除く）のナビゲーション画面上へのポップアップ表示
- 1時間雨量50ミリメートル (mm) 以上の大雨が発生しているエリアのナビゲーション地図上への表示

VICS WIDEサービスはサービス開始。以降に発売されたカーナビであれば対応している。従来の機種でもファームウエアの更新で対応する場合がある。
FM多重放送(ARIB STD-B3)はDARCを使っており、変調にLMSK（Level-controlled Minimum Shift Keying）、誤り訂正に(272,190) 積符号(短縮化差集合巡回符号)が用いられている。
- 演奏所

第1演奏所（VICS第1システムセンター）
東京都中央区
第2演奏所（VICS第2システムセンター）
茨城県筑西市
- 基幹送信所

| 都道府県 （放送対象地域）   | 識別信号     | 多重する放送局（送信場所）                     | 周波数 （MHz） | 空中線電力 | 実効輻射電力 | 備考            |
| --------------------------- | ------------ | ---------------------------------------------- | -------------- | ---------- | ------------ | --------------- |
| 北海道 石狩・空知・後志地方 | JOVS-FCM13   | NHK札幌放送局（札幌市西区）                    | 85.2           | 5 kW       | 29 kW        | -               |
| 上川・留萌・宗谷 空知北部   | JOVS-FCM13-2 | NHK旭川放送局（旭川市）                        | 85.8           | 500 W      | 2.9 kW       | -               |
| 渡島・檜山地方              | JOVS-FCM13-3 | NHK函館放送局（函館市）                        | 87.0           | 250 W      | 1.25 kW      | -               |
| 胆振・日高地方              | JOVS-FCM13-4 | NHK室蘭放送局（室蘭市）                        | 88.0           | 250 W      | 1.1 kW       | -               |
| 釧路・根室地方              | JOVS-FCM13-5 | NHK釧路放送局（釧路市）                        | 88.5           | 250 W      | 1.35 kW      | -               |
| 帯広地方                    | JOVS-FCM13-6 | NHK帯広放送局（河東郡音更町）                  | 87.5           | 250 W      | 890 W        | -               |
| 北見地方                    | JOVS-FCM13-7 | NHK北見放送局（網走市）                        | 86.0           | 250 W      | 1.15 kW      | -               |
| 青森県                      | JOVS-FCM45   | NHK青森放送局（青森市）                        | 86.0           | 3 kW       | 20 kW        | -               |
| 秋田県                      | JOVS-FCM43   | NHK秋田放送局（秋田市）                        | 86.7           | 3 kW       | 9.7 kW       | -               |
| 岩手県                      | JOVS-FCM44   | NHK盛岡放送局（紫波郡紫波町）                  | 83.1           | 1 kW       | 4.7 kW       | -               |
| 宮城県                      | JOVS-FCM12   | NHK仙台放送局（仙台市太白区）                  | 82.5           | 5 kW       | 31 kW        | -               |
| 山形県                      | JOVS-FCM42   | NHK山形放送局（山形市）                        | 82.1           | 1 kW       | 5.5 kW       | -               |
| 福島県                      | JOVS-FCM15   | NHK福島放送局（福島市）                        | 85.3           | 1 kW       | 4.9 kW       | -               |
| 茨城県                      | JOVS-FCM23   | NHK水戸放送局（桜川市）                        | 83.2           | 1 kW       | 5.8 kW       | -               |
| 栃木県                      | JOVS-FCM27   | NHK宇都宮放送局（宇都宮市）                    | 80.3           | 1 kW       | 3.9 kW       | -               |
| 群馬県                      | JOVS-FCM16   | NHK前橋放送局（高崎市）                        | 81.6           | 1 kW       | 5.6 kW       | -               |
| 千葉県                      | JOVS-FCM4    | NHK千葉放送局（船橋市）                        | 80.7           | 5 kW       | 25 kW        | -               |
| 埼玉県                      | JOVS-FCM3    | NHKさいたま放送局（さいたま市桜区）            | 85.1           | 5 kW       | 41 kW        | -               |
| 東京都                      | JOVS-FCM     | NHK放送センター （東京スカイツリー・墨田区）   | 82.5           | 7 kW       | 57 kW        | -               |
| 東京都                      | JOVS-FCM     | （東京タワー・港区）                           | 82.5           | 5 kW       | 11 kW        | NHKFM予備送信所 |
| 神奈川県                    | JOVS-FCM2    | NHK横浜放送局（横浜市磯子区）                  | 81.9           | 5 kW       | 19 kW        | -               |
| 山梨県                      | JOVS-FCM28   | NHK甲府放送局（笛吹市）                        | 85.6           | 1 kW       | 4.6 kW       | -               |
| 長野県                      | JOVS-FCM8    | NHK長野放送局（上田市）                        | 84.0           | 500 W      | 2.7 kW       | -               |
| 新潟県                      | JOVS-FCM29   | NHK新潟放送局（西蒲原郡弥彦村）                | 82.3           | 1 kW       | 4.7 kW       | -               |
| 静岡県                      | JOVS-FCM14   | NHK静岡放送局（静岡市清水区）                  | 88.8           | 1 kW       | 5.4 kW       | -               |
| 愛知県                      | JOVS-FCM6    | NHK名古屋放送局 （東山タワー・名古屋市昭和区） | 82.5           | 10 kW      | 39 kW        | -               |
| 岐阜県                      | JOVS-FCM20   | NHK岐阜放送局（岐阜市）                        | 83.6           | 1 kW       | 9.3 kW       | -               |
| 三重県                      | JOVS-FCM21   | NHK津放送局（津市）                            | 81.8           | 3 kW       | 14 kW        | -               |
| 富山県                      | JOVS-FCM41   | NHK富山放送局（富山市）                        | 81.5           | 1 kW       | 5.5 kW       | -               |
| 石川県                      | JOVS-FCM30   | NHK金沢放送局（野々市市）                      | 82.2           | 1 kW       | 4.4 kW       | -               |
| 福井県                      | JOVS-FCM40   | NHK福井放送局（福井市）                        | 83.4           | 1 kW       | 5 kW         | -               |
| 滋賀県                      | JOVS-FCM25   | NHK大津放送局（湖南市）                        | 84.0           | 1 kW       | 9.5 kW       | -               |
| 京都府                      | JOVS-FCM7    | NHK京都放送局（京都市西京区）                  | 82.8           | 1 kW       | 2.4 kW       | -               |
| 奈良県                      | JOVS-FCM26   | NHK奈良放送局（生駒郡斑鳩町）                  | 87.4           | 500 W      | 1.2 kW       | -               |
| 和歌山県                    | JOVS-FCM24   | NHK和歌山放送局（海南市）                      | 84.7           | 500 W      | 1.45 kW      | -               |
| 大阪府                      | JOVS-FCM5    | NHK大阪放送局（大東市）                        | 88.1           | 10 kW      | 25 kW        | -               |
| 兵庫県                      | JOVS-FCM9    | NHK神戸放送局（神戸市灘区）                    | 86.5           | 500 W      | 810 W        | -               |
| 岡山県                      | JOVS-FCM17   | NHK岡山放送局（玉野市）                        | 88.7           | 1 kW       | 3.7 kW       | -               |
| 広島県                      | JOVS-FCM11   | NHK広島放送局（広島市南区）                    | 88.3           | 1 kW       | 7.1 kW       | -               |
| 鳥取県                      | JOVS-FCM46   | NHK鳥取放送局（東伯郡湯梨浜町）                | 85.8           | 500 W      | 4.5 kW       | -               |
| 島根県                      | JOVS-FCM47   | NHK松江放送局（松江市）                        | 84.5           | 500 W      | 2.3 kW       | -               |
| 山口県                      | JOVS-FCM22   | NHK山口放送局（防府市）                        | 85.3           | 500 W      | 5.2 kW       | -               |
| 香川県                      | JOVS-FCM35   | NHK高松放送局（高松市）                        | 86.7           | 1 kW       | 7.1 kW       | -               |
| 徳島県                      | JOVS-FCM38   | NHK徳島放送局（徳島市）                        | 83.4           | 1 kW       | 2.1 kW       | -               |
| 愛媛県                      | JOVS-FCM36   | NHK松山放送局（松山市）                        | 87.7           | 1 kW       | 5.1 kW       | -               |
| 高知県                      | JOVS-FCM39   | NHK高知放送局（高知市）                        | 87.5           | 500 W      | 2.3 kW       | -               |
| 福岡県                      | JOVS-FCM10   | NHK福岡放送局 （福岡タワー・福岡市早良区）     | 84.8           | 3 kW       | 10 kW        | -               |
| 佐賀県                      | JOVS-FCM33   | NHK佐賀放送局（唐津市）                        | 81.6           | 500 W      | 2.1 kW       | -               |
| 長崎県                      | JOVS-FCM34   | NHK長崎放送局（長崎市）                        | 84.5           | 500 W      | 1.6 kW       | -               |
| 熊本県                      | JOVS-FCM32   | NHK熊本放送局（熊本市西区）                    | 85.4           | 1 kW       | 2.5 kW       | -               |
| 大分県                      | JOVS-FCM31   | NHK大分放送局（別府市）                        | 88.9           | 1 kW       | 4.5 kW       | -               |
| 宮崎県                      | JOVS-FCM19   | NHK宮崎放送局（宮崎市）                        | 86.2           | 500 W      | 2.9 kW       | -               |
| 鹿児島県                    | JOVS-FCM37   | NHK鹿児島放送局（鹿児島市）                    | 85.6           | 1 kW       | 6.3 kW       | -               |
| 沖縄県                      | JOVS-FCM18   | NHK沖縄放送局（豊見城市）                      | 88.1           | 1 kW       | 9.8 kW       | -               |

### その他
- 地上デジタルラジオ (終了)
  - NHK・VICS（関東地区9101チャンネル関西地区9102チャンネル）のデータ放送で実施。2003年10月10日にサービス開始。、2007年4月2日終了。
- V-Lowマルチメディア放送（検討中）
  - V-Low放送の利用目的の一つにカーナビへの交通情報提供があるが、詳細仕様は確定していない。

## VICSの表示形態
VICSによる各種情報は以下の3パターンによって表示される。いずれも上記のどのメディアからも取得することができるが、メディアによって提供範囲が異なる。
LEVEL.1 文字表示型
FM文字多重放送のように、文字のみで渋滞・所要時間等の情報を表示する。
LEVEL.2 簡易図形表示型
図形によって渋滞等の情報を地図状に表示する。道路名は一部平仮名になったり、道路名そのものが表示されない場合もある。なおVICSホームページでは、FM多重放送にて地図状で表示する路線・地名・交差点名等を確認することが出来る。
LEVEL.3 地図表示型
カーナビの地図に重ね合わせる形で渋滞等の情報を表示する。渋滞情報の他、一部駐車場の混雑状況も表示できる。

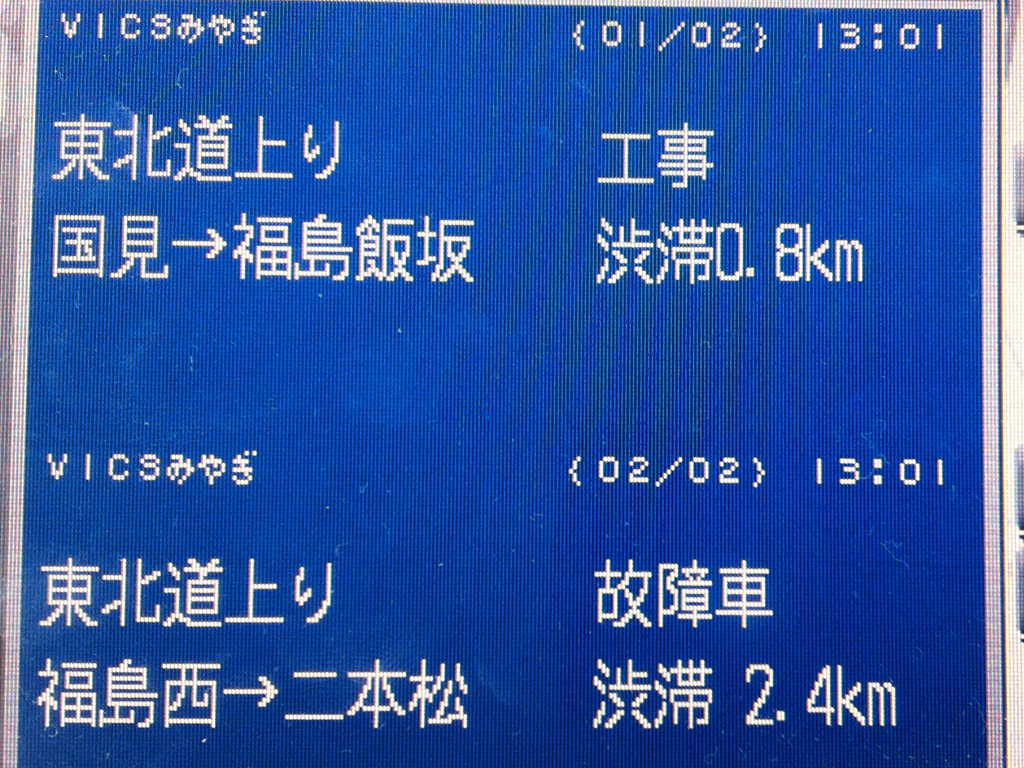
表示形態Level.1の実例（東北自動車道交通情報）
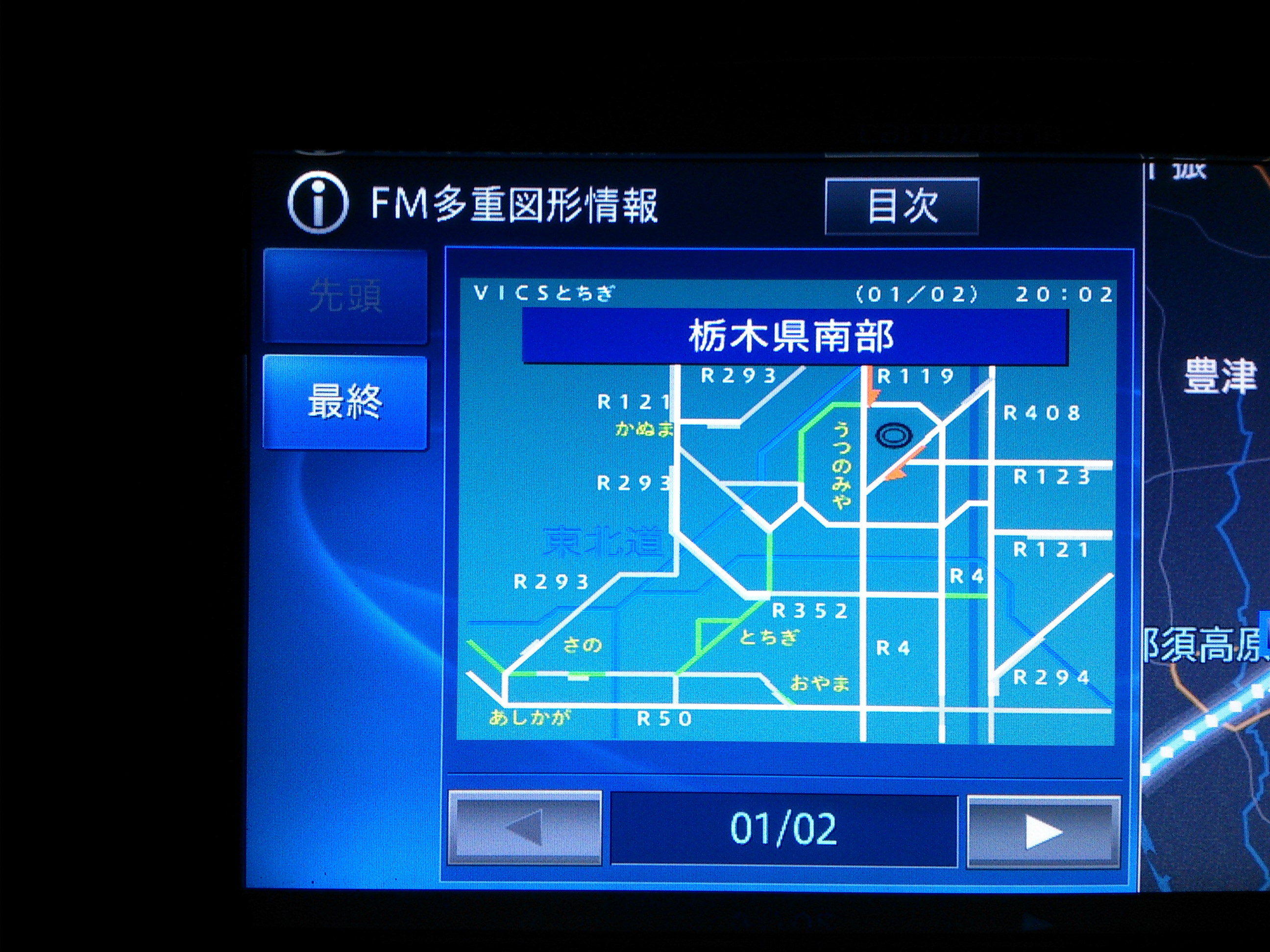
表示形態Level.2の実例（栃木県内の一般道路交通情報）
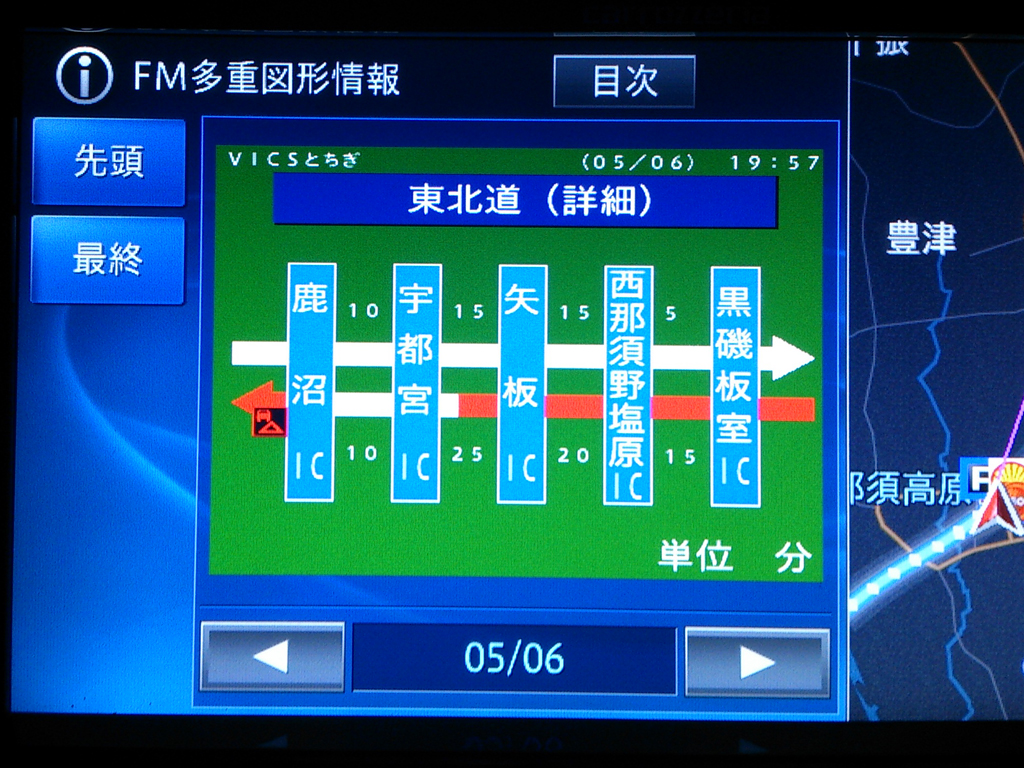
表示形態Level.2の実例（栃木県内の東北自動車道交通情報）
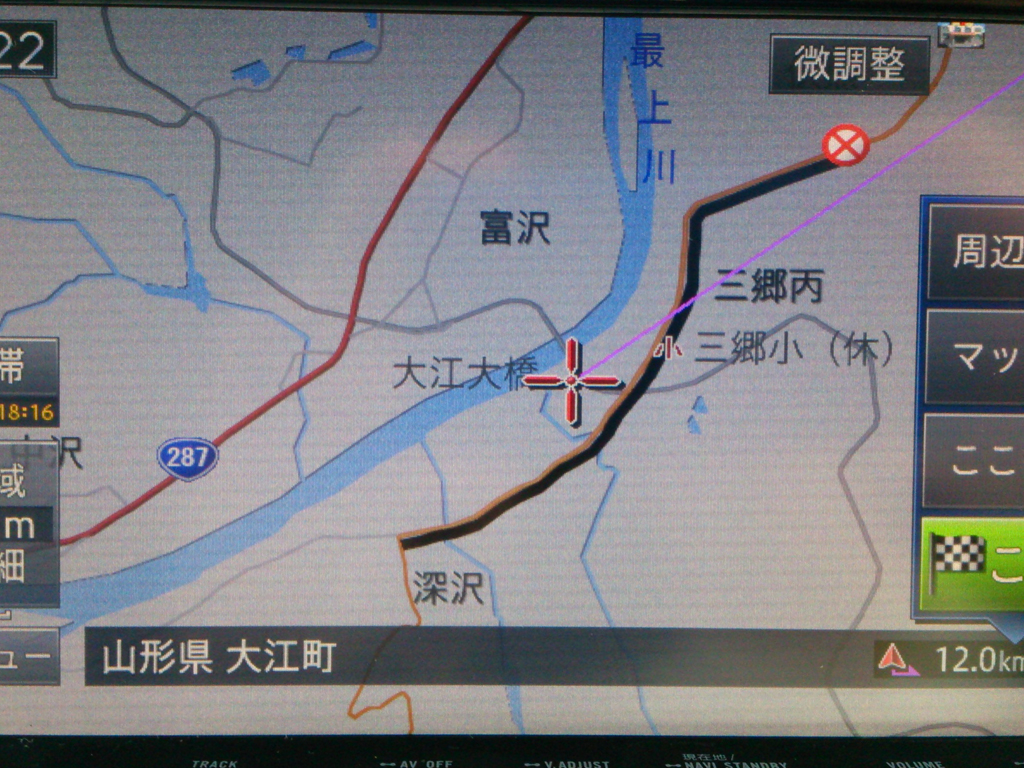
表示形態Level.3の実例（山形県内の道路通行止め情報）

## 沿革
- 1966年（昭和41年）4月 - 本邦初の試みとして、銀座地区の信号に「面的な交通整理」の目的で電子機器を用いた中央制御機能を試験的に実装。後に東京都内36箇所に制御対象を拡大。今日の交通管制センター発足の嚆矢[11]。
- 1973年（昭和48年）
  - 首都高速道路交通管制センター設立。
  - 通産省工業技術院が「自動車総合管制システム（CACS）」の開発を開始。CACSは交差点近傍の発信装置より交通管制センターより提供される経路誘導情報を周囲の車両に送信するもので、世界初の動的経路誘導システムとされた[12]。
- 1977年（昭和52年）‐ CACSの実証実験を開始。実験の成果は良好であったが、実用化のインフラ整備の主体となる官庁を決定できず、2年後の1979年（昭和54年）に実験を終了する[12]。
- 1984年（昭和59年）- 道路新産業開発機構がCACSの概念を元にした新しいシステム「路車間情報システム（RACS）」の研究会を発足させる。RACSはCACSの概念を引き継いで発展させたもので[13]、路上に設置されたビーコンを用いて車両との通信を行うシステムであり、カーナビゲーションの機能も限定的に有していた。
- 1986年（昭和61年）‐ 建設省土木研究所・民間25社をメンバーとしてRACSの開発を開始[12]。
- 1987年（昭和62年）- 日本交通管理技術協会が主体となり、警察庁の指導のもと、民間15社にて「新自動車交通情報通信システム（AMTICS、アムテックス）」の開発に着手。
  - 1987年当時の新聞報道によると、アムテックスの装置は小型のCRTディスプレイと地図データが入力されたCD-ROMを読み込むCDドライブで構成され、全国74箇所の交通管制センターから提供される渋滞情報を地図上に表示する他、自車の現在位置、目的地への経路情報なども表示するというカーナビゲーションの機能も包括して有していた。警察庁はアムテックスを渋滞問題解決の切り札として捉えており、1989年までにシステムを完成させ、翌1990年5月の国際花と緑の博覧会にて実用化し、初期はタクシーや運輸業の貨物自動車から普及を促進し、実用化後10年で日本全体の車両の1/4から半分に当たる1200万-2100万台への普及を目指すとされた。当時の販売予定価格は初期は1台20万円、普及後は1台10万円程度が目標とされ[14]、当時のアンケートでは購入価格が20万円であればアンケート回答者の70%が購入を希望したという[15]。
    - RACS及びアムテックスの普及の障害となったのは、官庁間の縦割り行政であった。RACSの場合路面へのビーコンの設置自体は道路管理者である建設省が主体となり行えたが、渋滞情報は警察庁より提供を受ける必要があった。逆に警察庁が主導するアムテックスは、無線パケット通信を行うテレターミナルを建設省及び地方自治体が管理する道路上に多数設置しなければならない事が課題とされていた[16]。結局、アムテックスは東京都心や万博会場等で開発が重ねられたものの、後にRACS共々VICSに統合された[17]。
- 1990年（平成2年）3月 - 警察庁・郵政省・建設省をメンバーとして「道路交通情報通信システム連絡協議会（VICS連絡協議会）」が発足[18]。
- 1991年（平成3年）10月 -「VICS推進協議会」が発足[18]。
- 1994年（平成6年）9月 -「道路交通情報通信システムセンター設立準備室」をVICS推進協議会内に設置[19]。
- 1995年（平成7年）
  - 6月 -「VICSセンター（仮称）」設立発起人会を開催[19]。
  - 7月1日 -「財団法人道路交通情報通信システムセンター（VICSセンター）」設立[19]。
  - 11月 - 横浜で開催された第2回ITS世界会議にてVICS搭載車の試乗会を実施。VICSが実用段階にあることを示した。
- 1996年（平成8年）
  - 4月23日 - 東京・神奈川・埼玉・千葉4地区で情報提供サービスを開始。
  - 12月17日 - 大阪地区で情報提供サービスを開始[19]。
- 1997年（平成9年）
  - 4月24日 - 愛知地区で情報提供サービス開始。
  - 11月25日 - 京都地区で情報提供サービス開始。
  - 12月 - 京都市で開催された第3回地球温暖化防止国際会議に際し、VICS搭載車の試乗会を実施[19]。
- 1998年（平成10年）
  - 1月12日 - 長野地区で情報提供サービス開始。
  - 2月 - 長野オリンピック期間中に特別対応[19]。
  - 3月31日 - 兵庫地区で情報提供サービス開始。
- 1999年（平成11年）
  - 4月 - FM多重放送による情報提供の終日（24時間）サービスの開始[19]。
  - 4月6日 - 福岡地区及び広島地区で情報提供サービス開始。
  - 5月7日 - 宮城地区で情報提供サービス開始。
  - 5月20日 - 札幌地区で情報提供サービス開始。
  - 11月30日 - 静岡地区で情報提供サービス開始。
  - 12月21日 - 群馬地区で情報提供サービス開始。
- 2000年（平成12年）
  - 3月7日 - 岡山地区で情報提供サービス開始。
  - 4月7日 - 福島地区で情報提供サービス開始。
  - 5月11日 - 沖縄地区で情報提供サービス開始。
  - 6月9日 - 宮崎地区で情報提供サービス開始。
  - 7月 - 沖縄サミットに際し、VICS情報のパネル展示を実施[19]。
  - 7月14日 - 岐阜地区で情報提供サービス開始。
  - 7月22日 - 三重地区で情報提供サービス開始。
  - 8月10日 - 山口地区で情報提供サービス開始。
  - 9月22日 - 茨城地区で情報提供サービス開始。
  - 12月14日 - 旭川地区で情報提供サービス開始。
- 2001年（平成13年）
  - 1月19日 - 和歌山地区で情報提供サービス開始。
  - 2月16日 - 滋賀地区で情報提供サービス開始。
  - 3月9日 - 奈良地区で情報提供サービス開始。
  - 3月22日 - 栃木地区で情報提供サービス開始。
  - 5月3日 - 山梨地区で情報提供サービス開始。
  - 6月18日 - 新潟地区で情報提供サービス開始。
  - 7月19日 - 石川地区で情報提供サービス開始。
  - 8月6日 - 函館地区で情報提供サービス開始。
  - 9月7日 - 熊本地区で情報提供サービス開始。
  - 9月21日 - 大分地区で情報提供サービス開始。
  - 10月19日 - 室蘭地区で情報提供サービス開始。
  - 11月16日 - 香川地区で情報提供サービス開始。
  - 12月7日 - 愛媛地区で情報提供サービス開始。
- 2002年（平成14年）
  - 1月13日 - 佐賀地区で情報提供サービス開始。
  - 2月22日 - 長崎地区で情報提供サービス開始。
  - 3月1日 - 鹿児島地区で情報提供サービス開始。
  - 5月17日 - 徳島地区で情報提供サービス開始。
  - 6月27日 - 高知地区で情報提供サービス開始。
  - 7月17日 - 福井地区で情報提供サービス開始。
  - 8月21日 - 富山地区で情報提供サービス開始。
  - 9月19日 - 山形地区で情報提供サービス開始。
  - 10月4日 - 秋田地区で情報提供サービス開始。
  - 11月22日 - 青森地区で情報提供サービス開始。
  - 12月13日 - 島根地区で情報提供サービス開始。
- 2003年（平成15年）
  - 1月24日 - 鳥取地区で情報提供サービス開始。
  - 2月14日 - 岩手地区で情報提供サービス開始。
  - 2月26日 - 釧路・帯広地区で情報提供サービス開始。これをもって全国展開が完了。
  - 10月10日 - 東京・大阪地区で地上デジタル音声放送実用化試験放送による情報提供サービスを開始。
- 2004年（平成16年）
  - 2月13日 - 北見地区で情報提供サービス開始。
  - 7月 - VICS車載機の累計出荷台数が1,000万台を突破[19]。
- 2006年（平成18年）3月 - VICS車載機の累計出荷台数が1,500万台を突破[19]。
- 2007年（平成19年）
  - 4月2日 - 地上デジタル音声放送実用化試験放送による情報提供サービスを終了。
  - 11月 - VICS車載機の累計出荷台数が2,000万台を突破[19]。
- 2008年（平成20年）
  - 4月 - VICS第2システムセンターが竣工[19]。
  - 9月 -「電波ビーコン5.8GHz帯」の技術開示を実施、説明会を開催。
  - 11月 - VICS・FM多重放送の免許が再交付される（518局分）[19]。
- 2009年（平成21年）
  - 3月 - VICS・FM多重放送による「気象警報」の試行提供を開始。
  - 9月 - VICS車載機の累計出荷台数が2,500万台を突破[19]。
- 2010年（平成22年）
  - 1月 - 気象警報情報提供の本運用を開始[19]。
  - 3月 - 非常災害時用可搬型のFM放送設備を配備[19]。
- 2011年（平成23年）
  - 3月 - VICS車載機の累計出荷台数が3,000万台を突破[19]。
  - 3月30日 - ITSスポットサービスの運用を開始[20]。ただし東北地方、新潟県内と関東地方の東日本高速道路管内は東日本大震災の影響で延期（本来は全国一斉に運用を開始する予定だった）。
  - 7月14日 - 新潟県内と関東地方の東日本高速道路管内でITSスポットサービスの運用を開始。
  - 8月12日 - 東北地方でITSスポットサービスの運用を開始。これにより全国で運用開始となる。
- 2012年（平成24年）
  - 4月 - VICS東京局が東京スカイツリーより放送開始[19]。
  - 5月 - VICS伝送方式の統一を告知[19]。
- 2013年（平成25年）
  - 4月 - 大津波警報の本放送開始[21]。
  - 4月1日 - 一般財団法人へ移行[21]。
  - 11月 - VICS車載機の累計出荷台数が4,000万台を突破。
- 2014年（平成26年）3月 - VICS車載機の年間出荷台数が初めて400万台を突破。
- 2015年（平成27年）4月23日 -「VICS WIDE」サービスを開始[22]。

## VICSの問題点
- FM多重は都道府県単位の情報となっているため、カーナビゲーションで県境を越えたルートを検索（例：東京→横浜）すると目的地付近の渋滞情報が反映されないことが多い。これを補う仕組みとして光ビーコンやITSスポットによる進行方向に応じた情報や広域の情報提供があるほか、パイオニアは回線を利用した渋滞情報を取得するサービス「スマートループ」を独自に始めている。他の車が実際に走行したデータと、VICSによる渋滞情報を複合処理し、よりきめ細かい道路交通情報を提供する。パイオニア以外にも、日産自動車（Nissan Connect）、本田技研工業（インターナビ）、三菱電機 (Open Info) のカーナビで利用できる。
- FM多重の中にはカーオーディオのFMチューナーを使用しているものがある。オーディオのスイッチがOFFになっているときや、ラジオでもAM各社局・民放FM各社を聴いているときは、受信できなくなる機種がある。
- 渋滞が起こってからの情報となるため、その地点に到達した時には、既に渋滞が解消しているケースもある。逆に、空いているルートを選んだつもりが、その地点に到達したときには渋滞が始まっているケースもある。また、路上駐車や駐車場待ちの列、路上工事の車両など、車が列になって道路上に停車していることに対し渋滞と判断をするため、実際には渋滞していないケースもあり、さらにはセンサー付近の（季節によってかなり変動する）街路樹を渋滞と判断することもある。
- FM多重はNHK-FMの電波を利用して行われているが、あくまでもデジタル波のため、NHK-FMの音声が聴こえていても障害物がある所や山間部ではVICSデータを受信できない場合がある（トンネルでラジオの再送信が行われている道路でも、VICSデータのみ再送信をしていない場所が多い）。その逆に、高台等、送信所が見通せる場所では周波数サーチをかけると隣県のNHK-FMの電波を受信できる場合がある。
- 渋滞センサーが設置されているのは主要な道路に限られるため、それ以外の道路では情報が得られない。この問題点を解消するため、実際に走行している車両からのデータをもとに交通情報を組み立てるのがプローブ交通情報である。2015年より、FM多重放送ではVICS WIDEサービスの開始により対応する。